# Park Obwodu Praga Armii Krajowej w Warszawie
Park Obwodu Praga Armii Krajowej – park miejski w Warszawie w dzielnicy Praga-Południe, znajdujący się na granicy Grochowa i Kamionka na obszarze ograniczonym ulicami Grochowską, Podskarbińską, Kobielską i Weterynaryjną.

## Opis
Do 1920 miejsce wypasu i targu bydła, później skwer. 
Park został założony w 1953 i otrzymał nazwę parku Hanki Sawickiej. Po 1989 jego nazwę zmieniono na Romana Dmowskiego, a w 2005 decyzją Rady m.st. Warszawy został przemianowany na park Obwodu Praga Armii Krajowej.
We wrześniu 2006, po wielomiesięcznych pracach rewitalizacyjnych, park ponownie oddano do użytku. Na jego terenie działa fontanna, dostępne są place zabaw i boiska sportowe. Park jest ogrodzony i czynny od świtu do zmierzchu.